# Cesare Lanza
Cesare Lanza (Cosenza, 8 luglio 1942) è un giornalista, scrittore e autore televisivo italiano.
Nel corso della sua attività, ha assunto e lanciato alcuni giornalisti che sono diventati grandi firme: Massimo Donelli, Ferruccio de Bortoli (al Corriere d'Informazione), Gian Antonio Stella, Gigi Moncalvo e Edoardo Raspelli.

## Biografia
In giovane età si trasferisce con la famiglia a Genova, dove il padre lavora come funzionario di banca. Pubblica il suo primo articolo nel 1956, a quattordici anni, sul Corriere Mercantile, poi collabora con Il Nuovo Cittadino, quotidiano cattolico genovese. Entrato in contrasto con la famiglia, che gli vuole imporre l'assunzione di un impiego in banca, uno zio risolve la situazione portandolo con sé a Cosenza. Qui Lanza frequenta il liceo classico Bernardino Telesio e scrive come corrispondente per il quotidiano romano Il Tempo. La sua firma diventa conosciuta in città; ottiene dal preside del liceo l'autorizzazione a entrare e uscire dall'istituto in deroga all'orario scolastico. Dopo la maturità ritorna a Genova. Scrive per il quotidiano sportivo Tuttosport e successivamente per La Gazzetta dello Sport.
Nel 1965 viene chiamato al Corriere dello Sport dal direttore Antonio Ghirelli e si trasferisce a Roma. Si sposa nella capitale con una ragazza di Cosenza. Nell'autunno del 1969 ritorna a Genova, dove è assunto da Piero Ottone come caposervizio allo sport nel quotidiano Il Secolo XIX. Nel 1973 fa il suo primo scoop: raccoglie per il settimanale rizzoliano Il Mondo le esplosive dichiarazioni di Indro Montanelli contro il Corriere della Sera e la direttrice editoriale, Giulia Maria Crespi. Pubblicata il 18 ottobre 1973, l'intervista causa l'allontanamento dello stesso Montanelli da via Solferino. Nello stesso anno Alessandro Perrone succede ad Ottone alla guida del quotidiano genovese. Il nuovo direttore nomina Lanza (nel frattempo diventato caporedattore) suo vice e gli affida la conduzione del quotidiano. Successivamente, dal 1975 al 1976, Lanza dirige il Corriere d'Informazione. È la sua prima direzione. Nel 1976 viene nominato direttore de Il Secolo XIX.
Nel 1978 passa a Il Lavoro e l'anno successivo dirige il settimanale Contro. Dal 1982 al 1986 è ancora direttore de Il Lavoro, poi del milanese La Notte (1989-1991) e della torinese Gazzetta del Piemonte nel 1991. A partire dagli anni novanta il suo lavoro si concentra in televisione, come autore di vari programmi e in video, come opinionista. Nel maggio del 2007 ha fondato una rivista di attualità e cultura, “L'attimo fuggente”, “luogo di riferimento e di aggregazione per persone di mente libera”. Ha pubblicato diversi romanzi: il più noto è Nenè, vincitore del Premio Sila 1976, dal quale è stato tratto il film omonimo, diretto da Salvatore Samperi; il più recente, nel 2008, Caldo argento. È considerato tra i maggiori esperti italiani di gioco d'azzardo: sull'argomento Lanza ha pubblicato numerosi libri.
Autore di Domenica in dall'edizione del 1999, svolge questa mansione per sette anni consecutivi. Dall'incontro con Paolo Bonolis inizia un sodalizio che lo porta a lavorare, oltre che per il contenitore domenicale, anche per il Festival di Sanremo 2005. Lanza ha dedicato a Bonolis anche un libro. Nel 2005 trasloca con Bonolis dalla Rai a Mediaset, nella stagione 2006-2007 è anche capo progetto della nuova Buona Domenica, che raccoglie l'eredità di Maurizio Costanzo ed è affidata alla conduzione di Paola Perego. Nel 2007 ha scritto, prodotto e diretto il suo primo film da regista, La perfezionista. Si definisce un liberale assoluto. Nel 2008 ha fondato a Roma Studio 254, un'accademia di spettacolo e comunicazione, allo scopo di scovare nuovi talenti.
Nella stagione televisiva 2008-2009 Lanza è capo-progetto del talk-show di Canale 5 Questa domenica, e autore del reality La talpa e La fattoria, entrambi condotti da Paola Perego. Sempre nel 2009 è autore della 59ª edizione del Festival di Sanremo, condotta da Paolo Bonolis. Nell'autunno del 2009 Lanza scrive la sua prima piece teatrale “Vox Populi - La Berlusconeide”. Definito un antidramma, lo show in scena al teatro dei Comici per dieci giornate, ha riscosso un notevole successo di pubblico e di critica. Nella stagione 2009-2010 è tra gli autori della 60ª edizione del “Festival di Sanremo, condotto da Antonella Clerici.
Nel 2010 fonda Socrate 2000 - Ritorno al merito, un movimento di opinione aperto a tutti coloro che pensano che in Italia sia indispensabile rilanciare il valore della meritocrazia.. Nel marzo 2011 crea e conduce la trasmissione economica Il Gotha - Pagelle e classifiche del mondo economico nella quale propone valutazioni dei manager e dei responsabili della comunicazione delle principali aziende e società presenti in Italia. La trasmissione è visibile anche su YouTube. Nella stagione 2011-2012 è impegnato nella realizzazione del programma Socrate, andato in onda in prima serata su Rai 1 il 7 febbraio 2012.

## Riconoscimenti
- Nel 1976 ha ricevuto il Premio Sila sezione narrativa per Nenè.[5]